# Fontenay-sur-Vègre
 Fontenay-sur-Vègre  es una población y comuna francesa, situada en la región de Países del Loira, departamento de Sarthe, en el distrito de La Flèche y cantón de Brûlon.

## Demografía
| 418 | 362 | 320 | 272 | 247 | 295 |
| Para los censos de 1962 a 1999 la población legal corresponde a la población sin duplicidades (Fuente: INSEE [Consultar]) |     |     |     |     |     |